# Kvarteret David
Kvarteret David i Ronneby anlades efter 1864 års stadsbrand i anslutning till där stadens medeltida torg en gång legat. Hela det historiska kvarteret tillsammans med den västra delen av innerstaden omfattas av fornlämningen RAÄ Ronneby 214:1, som utgör den medeltida stadens utsträckning.
Bebyggelsen i kvarteret David vad under 1800-talet och ända fram till 1970-talet övervägande bostäder med olika handelslokaler i bottenvåningen. Bebyggelsen bestod av trähusbebyggelse med tidstypisk fasadindelning för sekelskiftets trähusbebyggelse med omväxlande liggande och stående träpaneler. Många av husen hade klassicistiska stildrag med till exempel en överliggande fris. Trähusbebyggelsen revs på 1970-talet i samband med att Försäkringskassan lät bygga nya lokaler i grannkvarteret Ernst. Byggnationen var omfattande och behovet av parkeringsplatser stort, därav revs bebyggelsen i kvarteret David som då fick bli innerstadsparkering.
Kvarteret omarbetades 2015 i samband med en trafikomläggning av innerstaden och fick då sin nuvarande utformning.